# AIR–2
Az AIR–2 (oroszul: АИР–2) szovjet könnyű motoros repülőgép. Ez volt Alekszandr Jakovlev második motoros repülőgépe. A típusból hét példányt készítettek. Az AIR–1 módosított, továbbfejlesztett változata.

## Története
A gép építéséhez szükséges pénz előteremtésére a Pionyerszkaja pravda úttörőújság indított gyűjtést 1927-ben. A gépet az úttörők ajándéknak szánták a Légiflotta számára. Egy év alatt több mint 8 ezer rubelt gyűjtöttek össze. Jakovlev cserébe a gépet a Pionyer-nak nevezte el.
A gép 1928 októberére készült el. Alapvetően az AIR–1-en alapult, annak kismértékben módosított változata volt. A főbb módosítások a pilótakabint, a felső szárnyközepet tartó baldachint érintette. Utóbbinál a keresztirányú dúcokat megszüntette, amelyek korábban gátolták az elülső kabinba történő beszállást. Az első példányba az AIR–1-nél is használt Cirrus soros motort építettek.
A gép berepülése után Jakovlevet tiszteletbeli úttörőnek választották és jogosult lett a vörös nyakkendő használatára.
Az első gépet 1929-ben hamarosan követte egy négydarabos széria. Ezeket az AIR–2SZ jelzésű gépeket 60 LE-s csehszlovák Walter NZ–60 csillagmotorral szerelték fel. A csillagmotor miatt nőtt a légellenállás, ezért a gép repülési teljesítménye kissé elmaradt az AIR–1-étől és az első AIR–2-es gépétől. További lényeges különbség volt, hogy elhagyták a felső szárnyról a csűrőket, azok csak az alsó szárnyon voltak.
1931-ben további egy AIR–2SZ változatú példányt építettek. Ebbe szintén öthengeres csillagmotor került, de ez a Siemens S–13A motor már 85 LE-s volt. A gépet úszótalppal is felszerelték, amelyet Vagyim Savrov tervezett. A géppel a Moszkva-folyó környékén repültek. Egy alkalommal a Krími-híd alatt is átrepültek vele.
Még abban az évben egy további gépet építettek. Ebbe azonban már a hazai fejlesztésű M–23-as (NAMI–3) háromhengeres, 65 LE-s csillagmotort építették. A felső szárny orrsegédszárnyat kapott, ezzel jelentősen javultak alacsony sebességnél a repülési tulajdonságok, valamint a pilótakabin zárt lett, plexivel burkolták be. Az orrsegédszárny kritikus állásszögnél automatikusan kinyílt. Alkalmassá tették éjszakai repülésre is. Leszálló fényszórót, műszerfal-világítást és helyzetjelző fényeket kapott.